# Chris Thile
Christopher Scott Thile (Oceanside, 20 febbraio 1981) è un musicista statunitense.
Il suo cognome si pronuncia  "tili".

## Biografia
È conosciuto soprattutto come cantante e mandolinista della band di musica acustica Nickel Creek. La sua band attuale è Punch Brothers, con la quale ha pubblicato 4 album. Ha all'attivo cinque album da solista, debuttando con Leading Off nel 1994. Chris ha collaborato con importanti artisti come Mike Marshall, Béla Fleck, Glen Philips ed Edgar Meyer. Thile è il pro-pronipote di Sam Thompson, giocatore di baseball entrato nella Hall of Fame.
I tre membri dei Nickel Creek si incontrarono nella cittadina di Carlsbad (California) al That Pizza Place nel 1989 mentre ascoltavano i programmi settimanali di bluegrass con i loro genitori. Presto iniziarono a prendere lezioni dallo stesso maestro, a suonare e a comporre album insieme a partire dal loro primo lavoro, Little Cowpoke, pubblicato nel 1994. I Nickel Creek incisero altri album tra cui l'omonimo Nickel Creek e This Side che divenne disco di platino e vinse un Grammy come miglior album di folk moderno. Nel 2005, i Nickel Creek lanciarono Why Should the Fire Die?, che ricevette un forte consenso da parte della critica e vendette circa 250 000 copie.
Thile ha inciso alcuni album da solista, tra cui Not All Who Wander Are Lost nel 2001 e Deceiver nel 2004, per il quale ha scritto, composto, cantato e suonato ogni parte dei brani.

## Discografia parziale
- Béla Fleck, Perpetual Motion - Béla Fleck, Evelyn Glennie, James Bryan Sutton & John Williams, 2001 Sony - Grammy Award for Best Classical Crossover Album 2002
- The Goat Rodeo Sessions - Yo-Yo Ma, Stuart Duncan, Edgar Meyer & Chris Thile, Sony - prima posizione nella classifica Classical Albums e Grammy Award for Best Folk Album 2013
- Bach: Sonatas and Partitas, Vol. 1 - 2013 Nonesuch Records - prima posizione nella Classical Albums statunitense